# Saša Varga
Saša Varga (Саша Варга; sinh 19 tháng 2 năm 1993 ở Liège) là một tiền đạo bóng đá Serbia thi đấu cho FC Jumilla.
Bố anh là cựu cầu thủ của FK Partizan Zvonko Varga.